# 128-я отдельная горно-штурмовая бригада
128-я отдельная горно-штурмовая Закарпатская бригада (укр. 128-ма окрема гірсько-штурмова Закарпатська бригада, сокр. 128 ОГШБр, в/ч А1556, пп В4673) — соединение горной пехоты Сухопутных войск Украины. Бригада находится в составе оперативного командования «Запад»; штаб бригады размещен в городе Мукачево, а подразделения дислоцируются на территории Закарпатской области.
Бригада была создана после переформирования 128-й механизированной дивизии, которая вела свою историю от 128-й гвардейской Туркестанской мотострелковой дивизии (128-й гв. мсд) Советской армии.

## История
В 1991 году командир 128-й гвардейской Туркестанской мотострелковой дивизии генерал Виктор Гречанинов был первым комдивом, объявившим о поддержке украинской государственности. 19 января 1992 года личный состав 128-й дивизии принял присягу на верность народу Украины. В том же году она была преобразована из мотострелковой в механизированную. После реформирования армии на корпуса дивизия стала составной частью 38-го армейского корпуса Прикарпатского военного округа ВСУ.
128-я гв. мсд неизменно занимала ведущие места среди других соединений Вооруженных Сил Украины по уровню боевой, воспитательной и физической подготовки. В частности, согласно приказу Министра обороны Украины от 24.10.1996 г. № 307, лучший уровень физической подготовки показал офицерский состав управления 128-й механизированной дивизии.
Военнослужащие дивизии отличились самоотверженным трудом при ликвидации последствий наводнений в Закарпатье в 1994, 1998, 1999 и 2001 гг. Дивизия наладила дружеские связи и регулярный обмен опытом с военнослужащими соседних государств — Словакии, Венгрии, Румынии, Польши. На базе дивизии регулярно проходили международные спортивно-военные соревнования. В 1998—2000 годах на базе дивизии сформировали Украинский компонент общего украинского-румынско-словацко-венгерского батальона «Тиса», созданного для оперативного реагирования военных соседних государств на угрозы наводнений, а также квалифицированной, высокопрофессиональной борьбы с последствиями стихийных бедствий, которые постоянно угрожают странам Карпатского региона.
27 мая 2000 года министр обороны Украины генерал армии Александр Кузьмук вручил дивизии Боевое Знамя и зачитал Указ Президента Украины о присвоении дивизии почетного наименования «Закарпатская». Соответствующий Указ был издан 10 января 2000 г. под № 11/2000. Согласно ему дивизия именовалась 128-я гвардейская механизированная Закарпатская дважды Краснознаменная дивизия 38-го армейского корпуса Западного оперативного командования Вооруженных Сил Украины.
В 2001 году группа военнослужащих 128-й дивизии, участвовавших в ликвидации последствий стихийного бедствия в Закарпатье, получили награды от Президента Украины. В частности, орденом «За мужество» III степени награждены комдив генерал-майор Геннадий Воробьев и начальник инженерной службы дивизии подполковник Василий Сапега, медалью «За воинскую службу Украине» — командир инженерной роты 230-й артиллерийской бригады дивизии капитан Александр Стасюк, медалью «За безупречную службу» III степени — командир танковой роты 398-го танкового полка дивизии старший лейтенант Александр Волох.
После расформирования 38-го армейского корпуса, дивизия вошла в состав 13-го армейского корпуса . С 1 декабря 2004 года 128-я дивизия на основании Директивы Министра обороны Украины от 18.06.2004 г. была переформирована в 128-ю отдельную механизированную бригаду с сохранением всех почётных наименований и наград. В конце 2012 года была переформирована в 34-ю отдельную горно-пехотную Туркестанско-Закарпатскую дважды Краснознаменную бригаду. Через несколько месяцев ей был возвращен предыдущий номер — 128.

### Российско-украинская война
В ходе боев на Востоке Украины бригада потеряла погибшими 198 человек (по состоянию на 01 марта 2020 г.).
Принимает участие в контрнаступлении Украины. К югу от Запорожья 128-я горно-штурмовая бригада ВСУ смогла взять под контроль два села: Лобковое — не позднее 12 июня, и прилегающие к нему Пятихатки — 18 июня. К концу июня продвижение украинских войск на этом направлении остановилось, поскольку в данном районе 128-я бригада в одиночку занимает широкий сектор фронта, обе стороны предпринимают атаки на позиции друг друга и несут потери.
5 ноября 2023 года в результате удара российской ракеты Искандер-М по скоплению бойцов бригады, расположенной в Запорожской области погибло 19, а ранено 53 человека (по украинским данным).

## Структура

### 2000 год
- 315-й гвардейский механизированный полк, Берегово
- 327-й гвардейский механизированный полк, Ужгород
- 820-й гвардейский механизированный полк, Мукачево
- 398-й танковый полк, Ужгород
- 253-й зенитный ракетный Демблинсько-Померанский орденов Кутузова и Суворова полк располагался в Сваляве. Доступная информация о зенитном полку 128-й бригады достаточно запутанная. Известно, что с осени 1945 года в состав дивизии входил 99-й гвардейский отдельный зенитно-артиллерийский дивизион, в 1954 году переформированный в 2106-й гвардейский зенитно-артиллерийский полк, в 1955 году получивший номер 975. В 1960 году полк снова свернули до дивизиона. В 1962 году в составе 128-й гв. мсд был создан (уже без гвардейского статуса) 102-й зенап. В 1970 году 102-й зенап 128-й гв. мсд проходил переобучение в 184-м учебном зенитном ракетном центре. Пункт постоянной дислокации полка — именно Свалява, боевые стрельбы полк проводил на полигоне Эмба-2 (Казахстан) и на Чебаркульском полигоне (Россия). Высокий боевой уровень полка — результат его командировки в 1973 году в Египет, где полк прикрывал Асуанскую плотину во время Октябрьской войны (Войны Судного дня). После переформирования 128-й дивизии в бригаду этот полк вывели из состава 128-й и включили в войска ПВО (по другим данным — расформировали полностью). В 128-й отдельной механизированной бригады сформирован 10-й отдельный зенитно-ракетный артиллерийский дивизион.
- 331-й горно-артиллерийский гвардейский Карпатский полк дислоцировался в ПГТ Перечин на месте австро-венгерского гусарского полка. Сформирован в сентябре 1941 года на территории Афганистана на базе 3 горно-артиллерийских вьючно-ишачных батарей. В начале 1943 года выведен из Афганистана и принимал участие в боях с немецкими войсками дойдя до Будапешта. Расформирован во время переформирования дивизии в бригаду.
- 757-й отдельный противотанковый артиллерийский дивизион базировался в Сваляве (в некоторых источниках указывается номер 752).
- 47-й отдельный разведывательный батальон располагался в с. Гать Береговского района.
- 534-й отдельный инженерно-саперный батальон дислоцировался в с. Малая Быйгань.
- 133-й отдельный медицинский батальон, Мукачево
- 150-й отдельный гвардейский батальон связи, Мукачево
- 42-й отдельный батальон радиационной, химической и бактериологической защиты, Мукачево
- 85-й отдельный ремонтно-восстановительный батальон, Мукачево
- 891-й отдельный батальон тылового обеспечения, Мукачево
- 31-я отдельная рота радиоэлектронной борьбы, Мукачево
- В советское время на территории Закарпатской области (в Виноградове) дислоцировалась также 81-я артиллерийская дивизия, имевшая в своём составе 5 полков ствольной и реактивной артиллерии[7]. В 2000-х годах она на короткое время была включена в состав 128-й мсд с переформированием в 17-й артиллерийский полк. С созданием на базе дивизии бригады эту часть переформировали в бригадную артиллерийскую группу.

### 2018 год
Бригаде подчинены:
- 10-й отдельный зенитный ракетно-артиллерийский дивизион
- 15-й отдельный горно-пехотный батальон
- 16-й отдельный танковый батальон
- 21-й отдельный мотострелковый батальон
- 36-й отдельный мотострелковый батальон
- 17-я отдельная бригадная артиллерийская группа
- 534-й отдельный инженерно-саперный батальон

В 2018 году было принято решение сформировать отдельный батальон на базе одного из линейных батальонов, который будет дислоцироваться в городе Берегово.

## Командование
- 1989 — Апрель 1992 — генерал-майор Виктор Фёдорович Гречанинов (впоследствии — заместитель министра обороны по тылу, начальник Штаба Гражданской обороны Украины, заместитель Министра Украины по вопросам чрезвычайных ситуаций и по делам защиты населения от последствий Чернобыльской катастрофы)
- 1992 — полковник (с 31.12. — генерал-майор) Вячеслав Григорьевич Заболотный (впоследствии — командующий 8 АК, начальник Черниговского гарнизона, первый заместитель командующего войсками Северного оперативного командования Сухопутных войск)
- 1993 — Александр Иванович Кузьмук (с 28.05.1990 был начальником штаба дивизии, впоследствии — командующий Национальной гвардии, министр обороны, народный депутат, вице-премьер-министр Украины; генерал армии, почетный гражданин Мукачево)
- 1995 — полковник (с 23.08. — генерал-майор) Сергей Александрович Кириченко (впоследствии — командир 13 АК, заместитель начальника Генштаба, на 2008 год — начальник Генерального штаба — Главнокомандующий ВСУ; генерал армии)
- 1998 — полковник (с 23.08. — генерал-майор) Александр Семёнович Масленчук (впоследствии — заместитель командира 13 АК)
- 2001—2002 — генерал-майор Геннадий Петрович Воробьёв (впоследствии — начальник штаба 38 АК, командир 13 АК, на 2008 год — первый заместитель начальника Генерального штаба ВСУ)
- 2002—2003 — полковник Сергей Викторович Горошников (впоследствии — начальник штаба и командир 13 АК, командир 81-й тактической группы ВСУ в Ираке)
- 2004 — Сергей Васильевич Кока
- 2007 — полковник Виктор Ганущак
- 2014—2017 — Герой Украины полковник Шаптала Сергей Александрович
- 2017—2019 — Герой Украины полковник Собко Сергей Станиславович[12][13][14]
- 10.2019-19.11.2019 † — полковник Коростелёв Евгений Владимирович[укр.]
- с 19.11.2019 — полковник Гончарук Олег Николаевич

## Названия соединения
- 1992 г. — 128-я гвардейская механизированная Туркестанская дивизия им. Маршала Советского Союза А. А. Гречко
- 2000 г. — 128-я гвардейская механизированная Туркестансько- Закарпатская дивизия им. Маршала Советского Союза А. А. Гречко
- 2004 г. — 128-я отдельная гвардейская механизированная Туркестанско-Закарпатская бригада
- 2012 г. — 34-я отдельная гвардейская горно-пехотная Туркестанско-Закарпатская бригада
- 2013 г. — 128-я отдельная гвардейская горно-пехотная Туркестанско-Закарпатская бригада
- 2015 г. — 128-я отдельная гвардейская горно-пехотная Закарпатская бригада
- 2016 г. — 128-я отдельная горно-пехотная Закарпатская бригада

## Традиции

### Символика
29 июля 2019 года стало известно, что глава Генштаба генерал-лейтенант Руслан Хомчак утвердил ряд нарукавных эмблем частям и учреждениям ВС Украины, среди которых была и 128-я бригада.